# True Boardman (scenarioschrijver)
True Eames Boardman (Seattle, 25 oktober 1909 – Pebble Beach , 28 juli 2003) was een Amerikaanse acteur en scenarioschrijver.

## Biografie
Boardman werd geboren op 25 oktober 1909 in Seattle (Washington) als enige zoon van het acteurskoppel True Boardman en Virginia Eames. Hij behaalde een bachelordiploma in Engelse literatuur aan de UCLA en een masterdiploma in theater aan het Occidental College.
Hij begon met acteren in 1912 en had op 10-jarige leeftijd al in zes films gespeeld. Hij speelde met Charles Chaplin in Shoulder Arms (1918). Boardman was een schrijver voor Silver Theater, een dramatische anthologieserie op CBS Radio in de jaren 1930 en 1940. In 1939 was hij ook als acteur te horen in Silver Theater, in het tweedelig drama "Crossroads for Two".
Tijdens de Tweede Wereldoorlog was Boardman een legerkapitein wiens taak erin bestond om radioprogramma's voor Amerikaanse troepen te maken via de Armed Forces Radio Service.
Boardman maakte later ook de overstap naar televisie en schreef scenario's voor televisieseries als Perry Mason, The Virginian, Bonanza en Gunsmoke.
Boardman trouwde twee keer. Zijn eerste huwelijk met radio- en stemactrice en televisieschrijfster Thelma Joyce Hubbard duurde van 1935 tot haar dood na een langdurige ziekte in 1978. Het echtpaar kreeg twee dochters. Zijn tweede en laatste huwelijk uit 1982 met Kathleen Gilmour duurde tot aan zijn eigen dood.
Hij overleed op 28 juli 2003 in Pebble Beach (Californië) op 94-jarige leeftijd aan alvleesklierkanker.

## Filmografie (selectie)

### Als schrijver
- Pardon My Sarong (1942)
- Arabian Nights (1942)
- The Painted Hills (1951)

### Als acteur
- Broncho Billy's Heart (1912)
- The Reward for Broncho Billy (1912)
- Broncho Billy Reforms (1913)
- Snakeville's Fire Brigade (1914)
- The Conquest of Man (1914)
- Sophie's Birthday Party (1914)
- The Hazards of Helen (1914)
- Shoulder Arms (1918)
- The Flirt (1922)